# Катынь (мемориальный комплекс)
Мемориа́льный ко́мплекс «Ка́тынь» — международный мемориал жертвам политических репрессий. Расположен в Катынском лесу. На территории мемориала расположено военное кладбище, на котором похоронены 4415 польских военнопленных офицеров — заключённые Козельского лагеря, расстрелянные весной 1940 года сотрудниками НКВД СССР. Также на территории Катынского лесного массива захоронено около 6,5 тысяч жертв сталинских репрессий, казнённых в 1930-х годах, и 500 советских военнопленных, расстрелянных немецкими оккупационными войсками в 1943 году.

## История
В 1978 году захоронение было обнесено кирпичной изгородью, внутри установлены две стелы с надписью: «Жертвам фашизма — польским офицерам, расстрелянным гитлеровцами в 1941 г.». В 1983 году был установлен памятный знак на предполагаемом месте гибели советских военнопленных. В 1989 году на могиле был установлен деревянный православный крест и место захоронения было освящено. В 1990 году могилы посетил президент Польши Войцех Ярузельский, и на могилах был установлен деревянный католический крест.
В 1994—1995 годах исследование могил в Катыни проводили польские эксперты. Были восстановлены могилы, уничтоженные комиссией Бурденко, и найдено новое, неизвестное ранее захоронение; одновременно было вскрыто и исследовано несколько советских захоронений. Значительное число советских захоронений было найдено в следующем году представителями общества «Мемориал»; всего к 1996 году было известно 150 советских захоронений.
19 октября 1996 года было издано правительственное постановление за подписью Виктора Черномырдина «О создании мемориальных комплексов советских и польских граждан — жертв тоталитарных репрессий в Катыни (Смоленская область) и Медном (Тверская область)». В 1998 году была создана дирекция Государственного Мемориального Комплекса «Катынь». В 1999 году началось строительство самого мемориала.
28 июля 2000 года состоялось торжественное открытие мемориала «Катынь». Вначале мемориал являлся самостоятельной организацией, входящей в структуру Министерства культуры Российской Федерации. С 1 января 2004 года стал филиалом Государственного музея политической истории России (г. Санкт-Петербург), а с 1 апреля 2012 года находится в подчинении Государственного центрального музея современной истории России (г. Москва) на правах филиала.
В 2010 году рядом с мемориальным комплексом был заложен православный храм Воскресения Христова.
В 2017 году был построен новый выставочный центр, в котором позднее была размещена экспозиция, рассказывающая об истории российско-польских отношений в XX—XXI веках. Одновременно начаты работы по благоустройству российской части захоронений на территории, именуемой «Долиной смерти». В 2018 году там была открыта скульптурная композиция — памятник «Расстрел» и Стена Памяти, где выбиты имена смолян, расстрелянных в годы политических репрессий. Автор проекта — народный художник России А. Н. Ковальчук. Работы проводились во взаимодействии между ГЦМСИР и Российским военно-историческим обществом. Новая композиция была торжественно открыта с участием председателя Федерального Собрания РФ В. И. Матвиенко; министра культуры РФ, председателя РВИО В. Р. Мединского; посла Республики Польша в России В. Марчиняка; представителей местной власти и общественных организаций; родственников репрессированных.
Реализация этого проекта вызвала неоднозначные отклики. Так, председатель правления Международного «Мемориала» Ян Рачинский заявил, что объединение в рамках одного мемориала памяти о погибших поляках и советских гражданах — это «сведение счетов и максимальное микширование темы Катынского преступления». К тому же Мединский в статье, опубликованной накануне открытия мемориала, упомянул концентрационные лагеря для красноармейцев, функционировавшие в Польше в 1920-е годы, и присоединение к Польше Тешинской области после Мюнхенского сговора.
Каждую весну в Катынь приезжают представители Польши, чтобы почтить память погибших (в акциях поминовения участвует и администрация Смоленской области); в 2010 году очередная делегация погибла в авиакатастрофе под Смоленском

## Снятие польских флагов
24 июня 2022 года на фоне российского вторжения на Украину с мемориального комплекса в Катыни был снят флаг Польши. Мэр Смоленска Андрей Борисов заявил: «Выражу общее мнение. Не может быть флагов Польши на российских мемориалах! А после откровенных антироссийских заявлений польских политиков — тем более. Считаю, что Министерство культуры РФ приняло единственно правильное решение — убрать флаг Польши. Катынь - это российский мемориал, это российская история». Директор Музея современной истории России Ирина Великанова, под управлением которого находился мемориальный комплекс в Катыни, заявила: «Два флага — российский и польский — являлись символом дружбы между нашими странами. То, что происходит сегодня, к дружбе не имеет никакого отношения. Польша заняла откровенно враждебную политику в отношении Российской Федерации. В этих условиях размещение государственной символики Республики Польша на территории мемориалов неуместно».

## Галерея

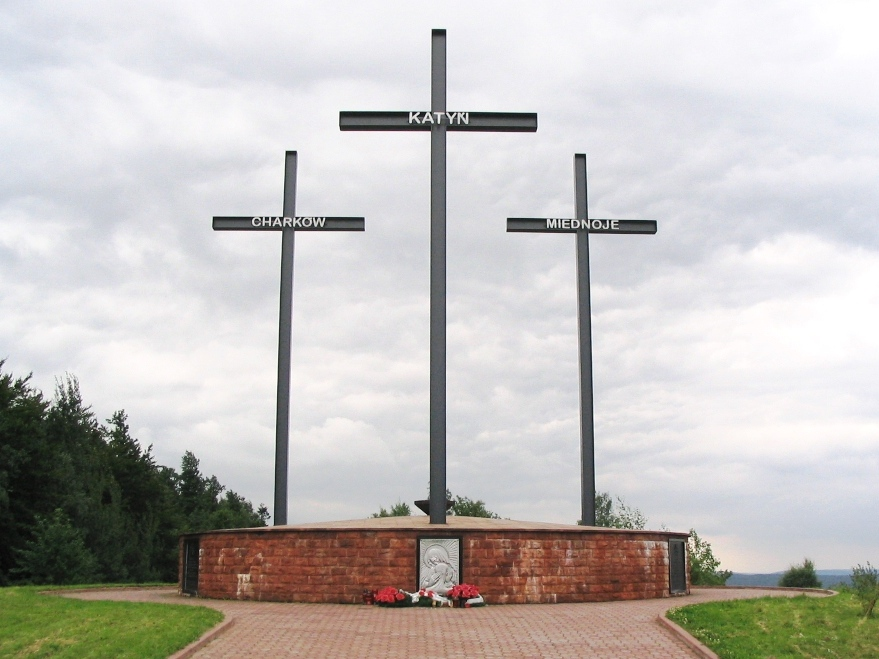
Мемориал «Три креста (Харьков, Катынь, Медное)», г. Кельце, Польша
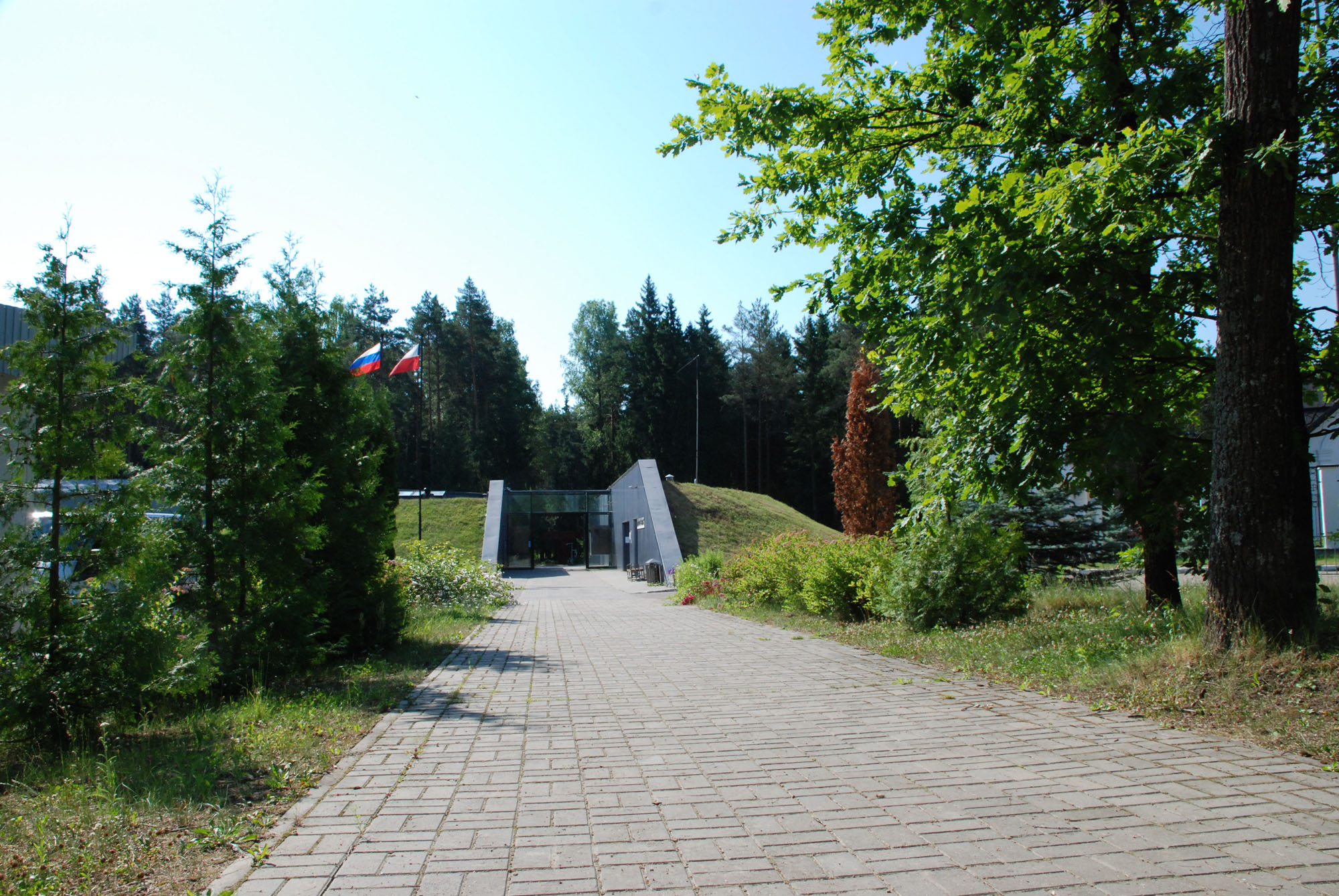
Аллея, ведущая от шоссе Смоленск–Витебск к главному входу на Мемориальный комплекс
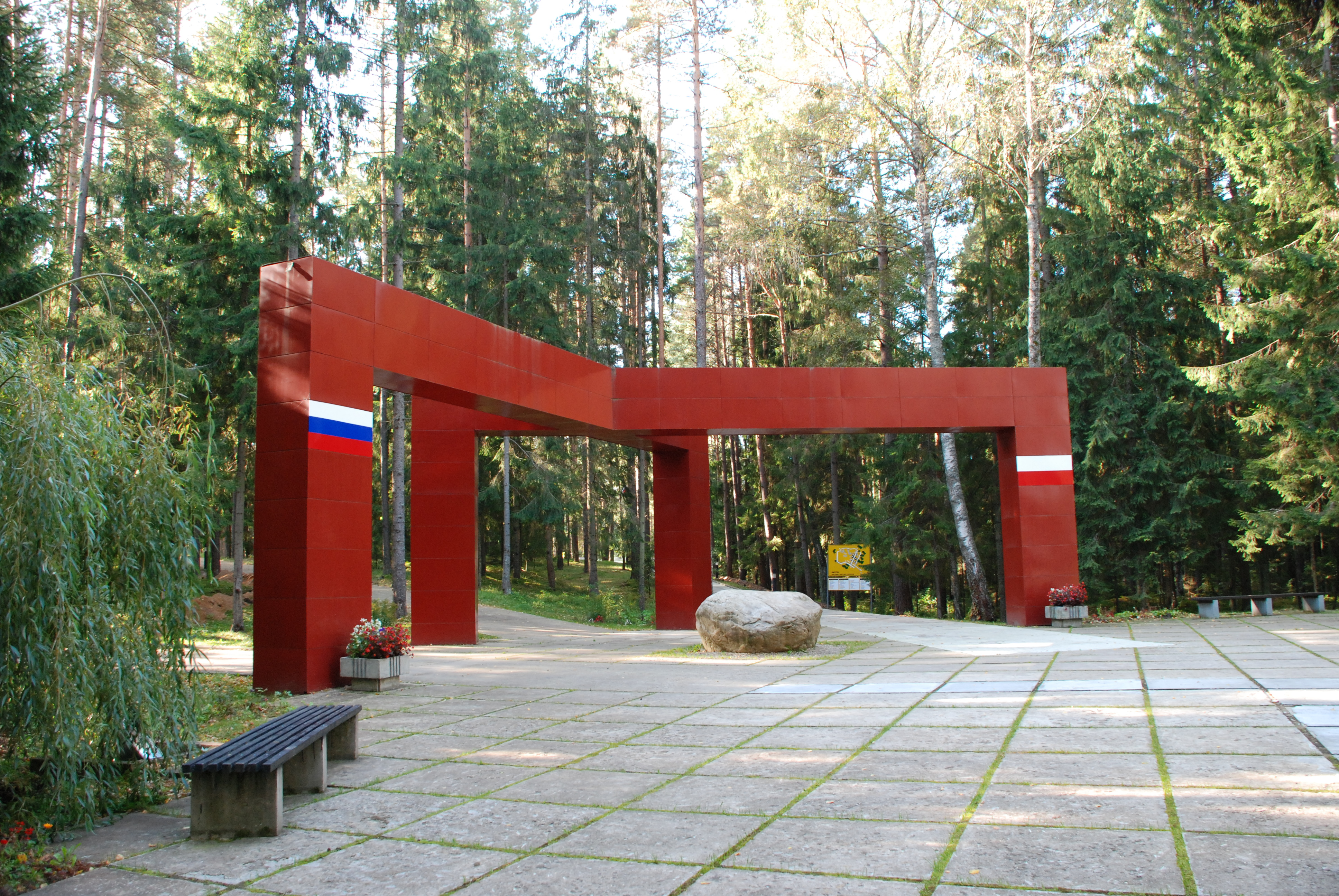
Ритуальная площадка Мемориала «Катынь» и порталы входа на аллеи польского и российского кладбищ
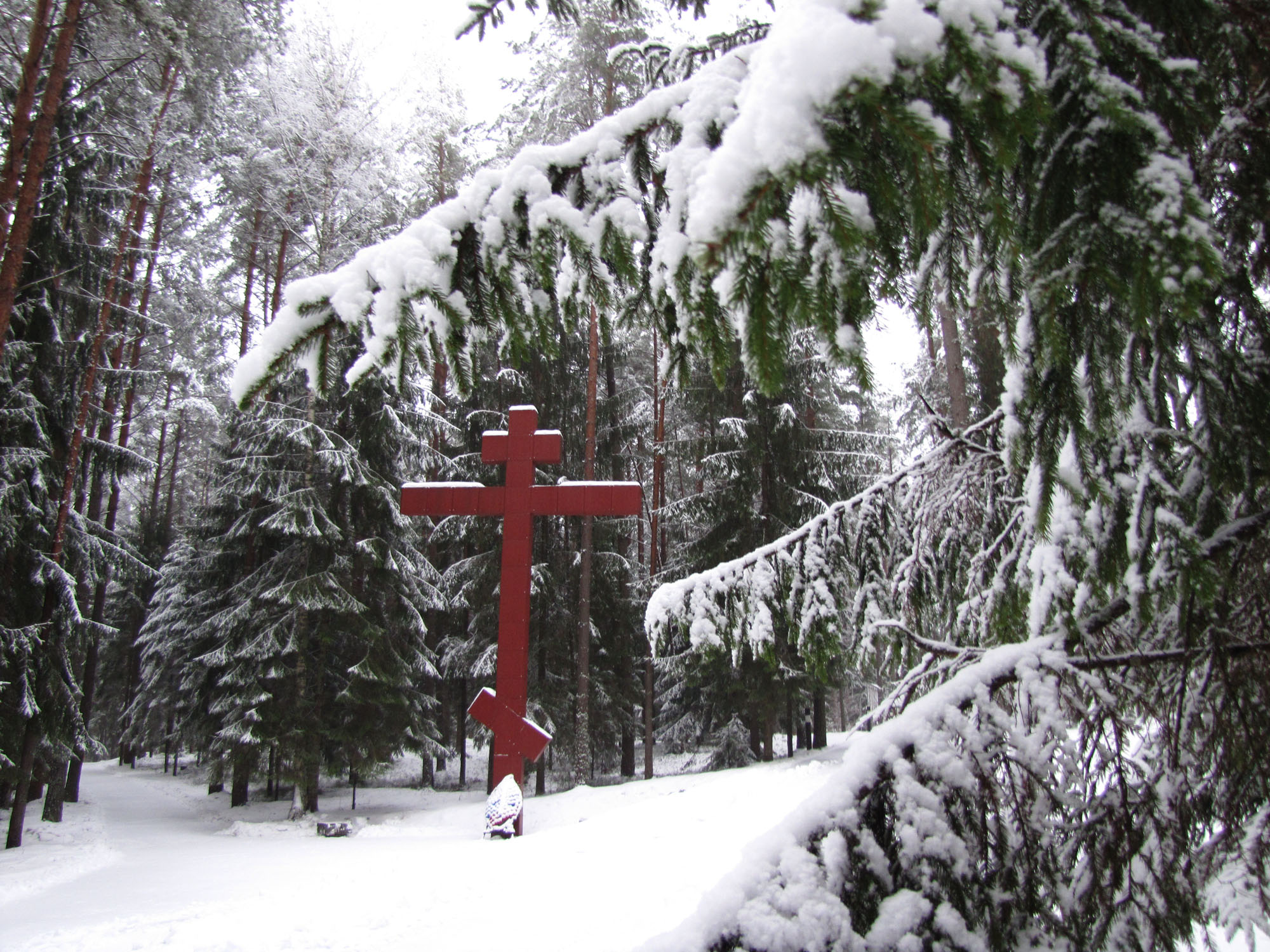
Православный крест на Российской части Мемориала
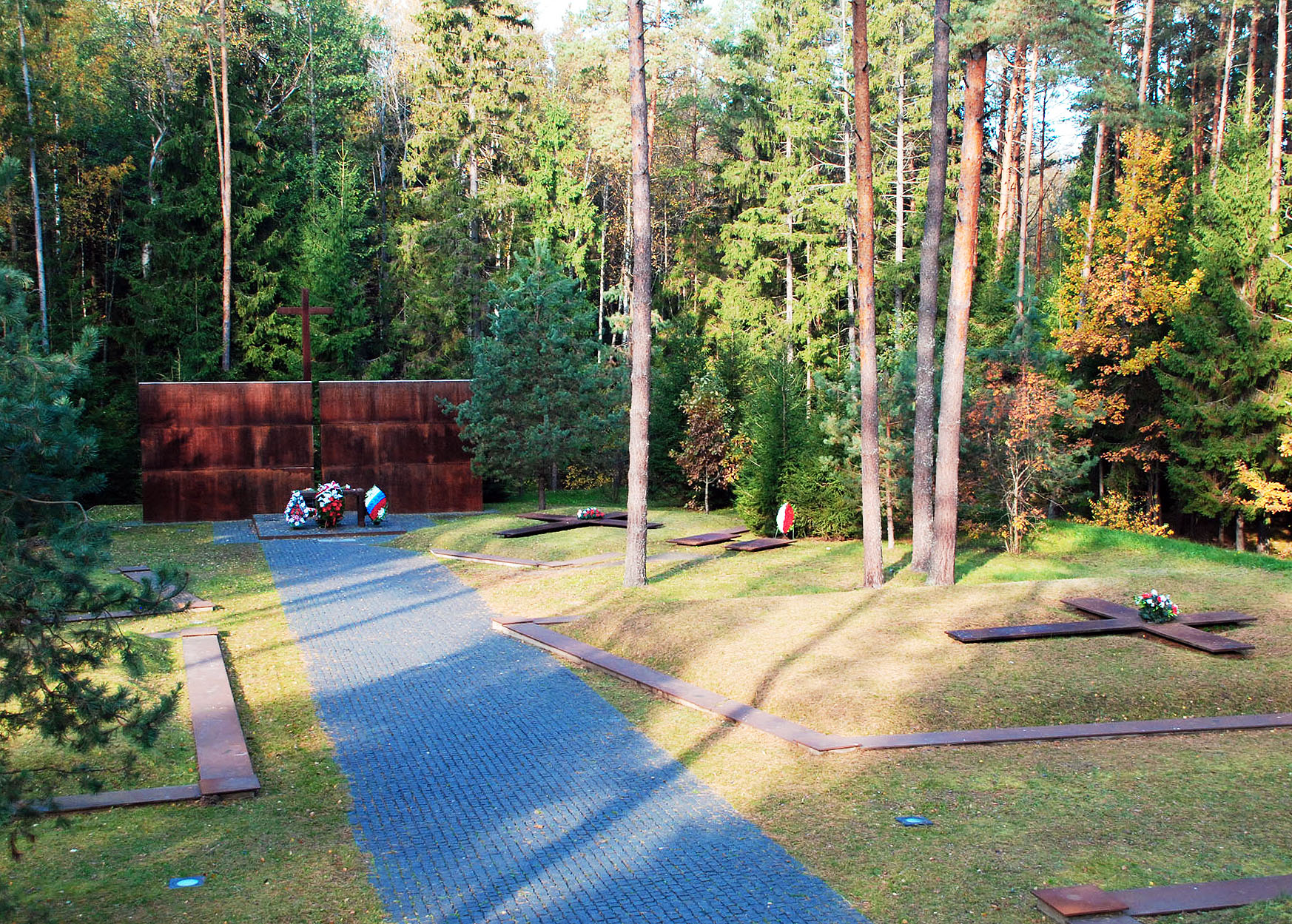
Польское военное кладбище (общий вид)
Колокол в Катыни
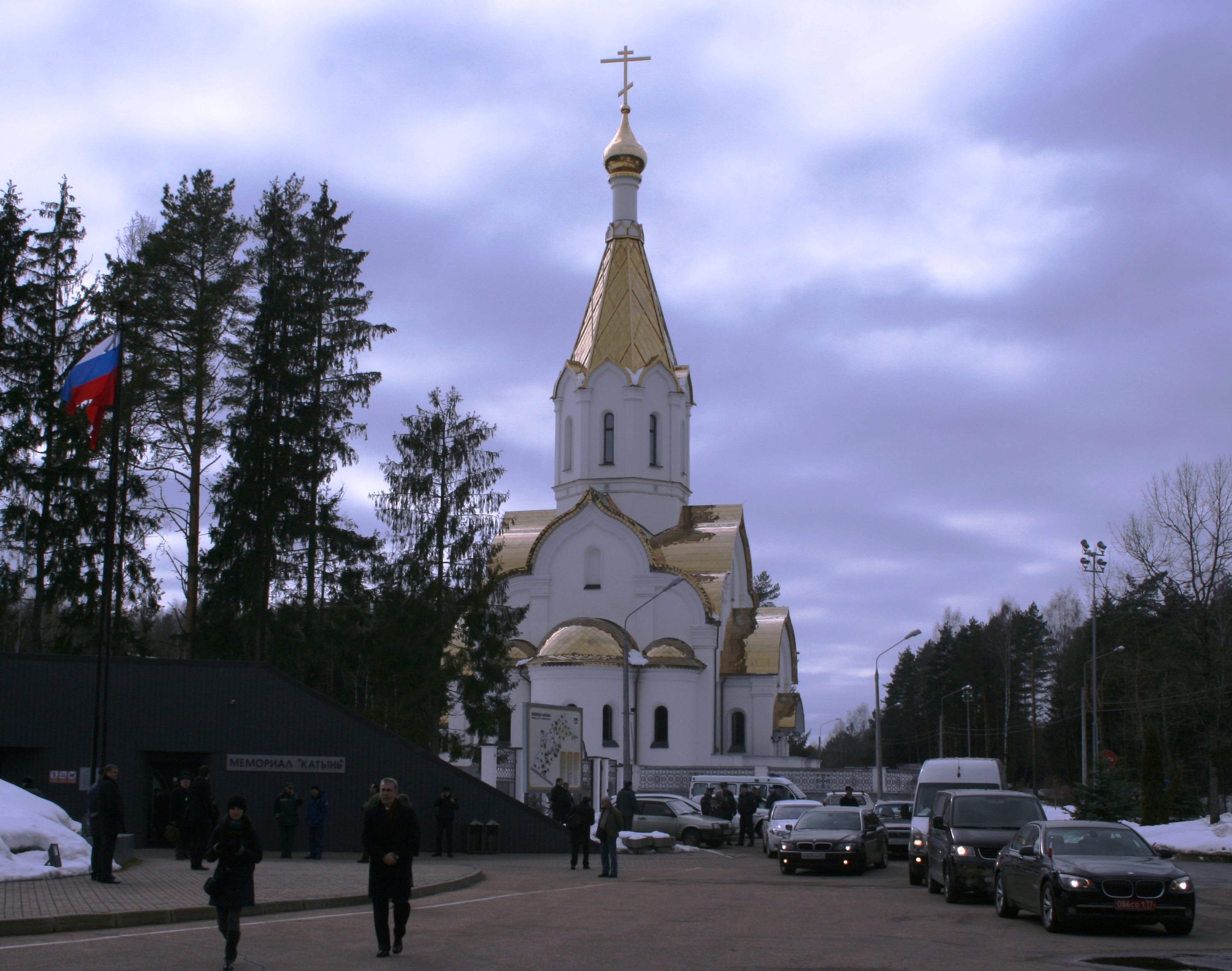
Церковь Воскресения Христова в Катыни
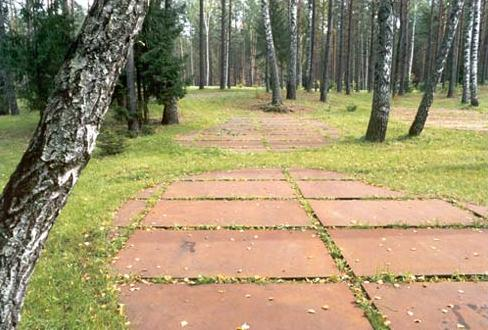
Символические контуры братских могил польских офицеров
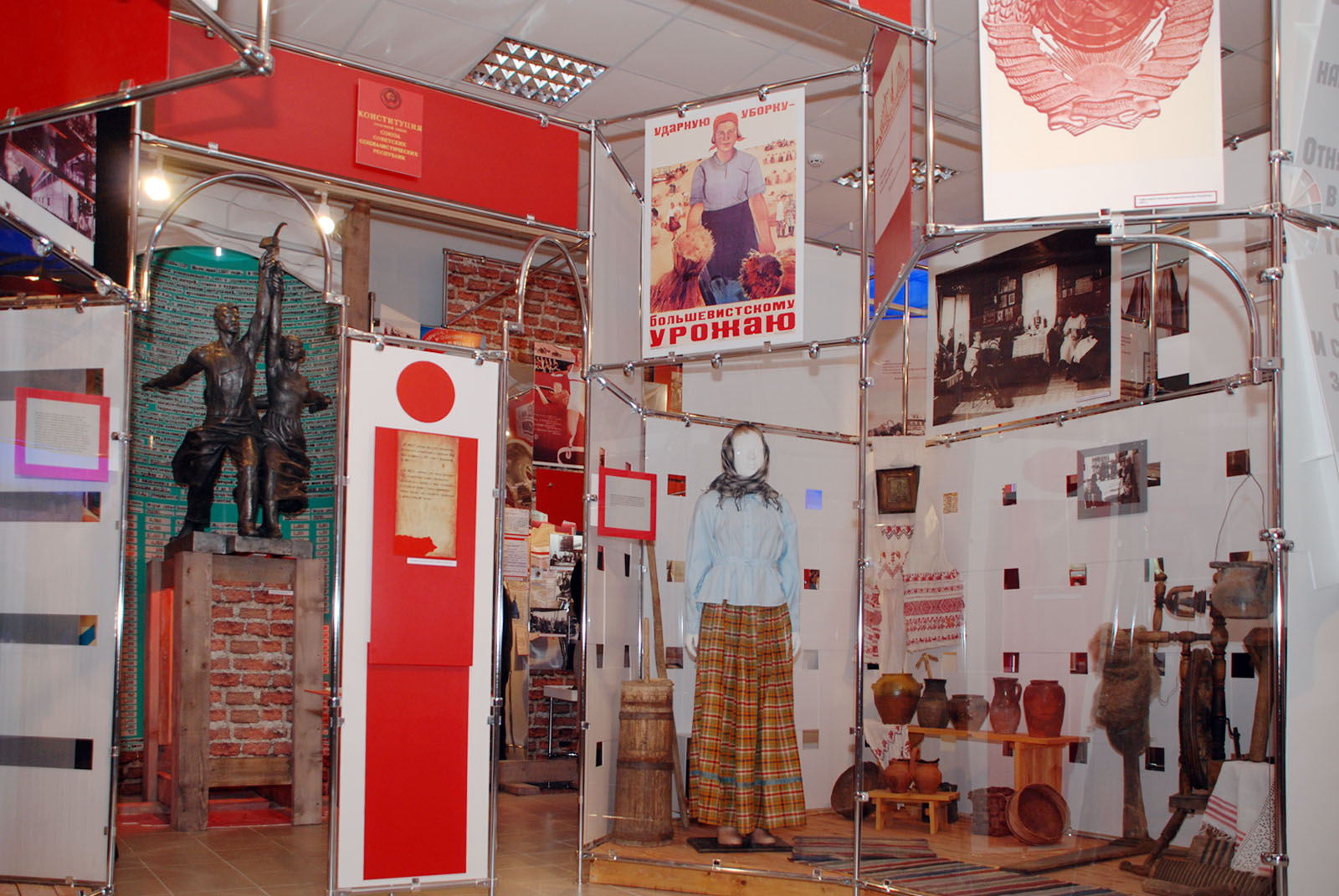
Фрагмент экспозиции «1937 год в стране победившего социализма» (ныне разобрана)
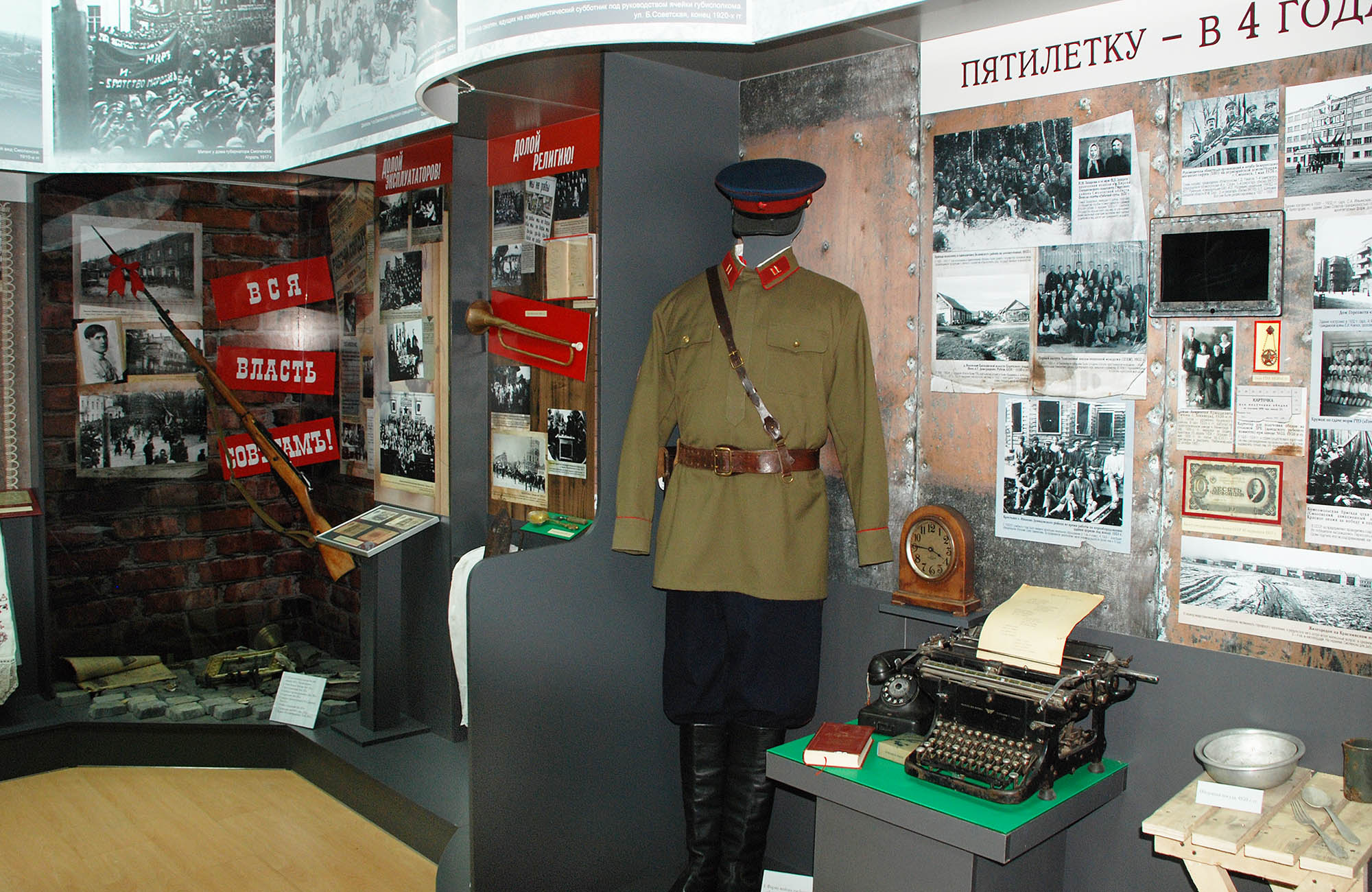
Фрагмент экспозиции «Времен меняющихся лики... Смоленщина. XX век» (ныне разобрана)
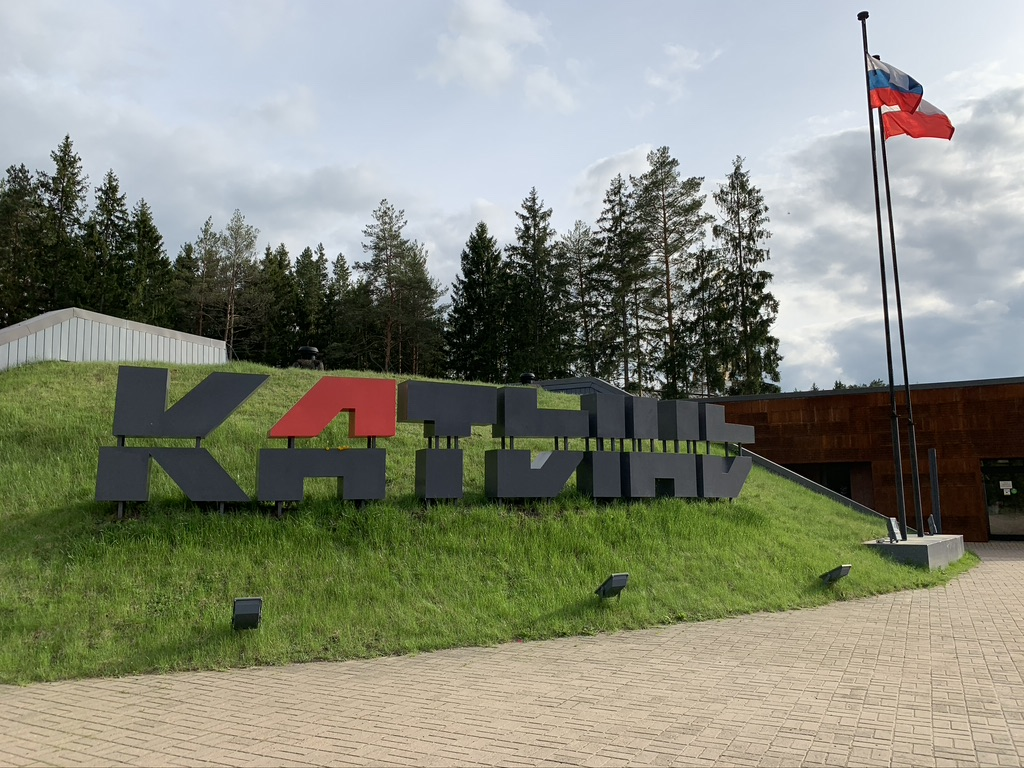
У входа в мемориальный комплекс «Катынь» в Смоленской области